# Pterolophia finitima
Pterolophia finitima là một loài bọ cánh cứng trong họ Cerambycidae.